# Hans Peter Riegel
Hans Peter Riegel (* 22. November 1959 in Düsseldorf) ist ein
Schweizer Autor, Konzeptkünstler, Filmemacher, Fotograf und Artdirector. Als Autor signiert er auch mit HP Riegel.

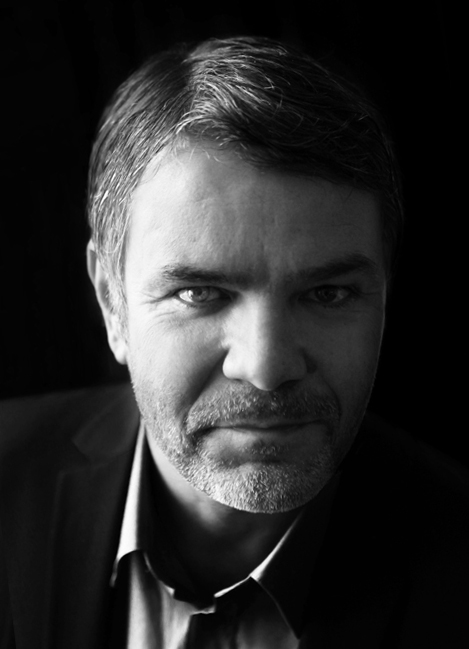
Hans Peter Riegel

## Leben
Riegel wuchs auf in Düsseldorf, studierte dort visuelle Kommunikation, Fotografie und Philosophie. Während des Studiums war er von 1979 bis 1984 Assistent und Privatsekretär von Jörg Immendorff und dessen Partner bei Projekten wie Weltfrage Brandenburger Tor - Dokumentar-Video, FF bringts und La Paloma - Kapelle am Wegesrand. Nach Abschluss des Studiums und einem längeren Aufenthalt in New York beendete er seine Tätigkeit bei Immendorff, blieb mit ihm jedoch als dessen Berater und fotografischer Biograf verbunden.
1984 begann Riegel eine Tätigkeit in der Werbewirtschaft als Kreativer bei der Schweizer Werbeagentur GGK in Düsseldorf. Später arbeitete er auch für GGK Basel. Zunächst war er als Artdirector tätig, dann auch als Texter. Er wurde Creative Director, Geschäftsführer und Teilhaber bei anderen Werbeagentur-Gruppen unter anderem BBDO und Publicis.
Mitte der 1990er Jahre verliess Riegel die Werbebranche, um Unternehmensberater zu werden.
Er entwickelte Projekte im Bereich Neue Medien, beriet Computer-, Internet-, Mode- und Entertainment-Unternehmen sowie Kultur-Projekte.
Ende der 90er bis Anfang der 2000er leitete er als CEO die EPM Media AG Gruppe in Hamburg, welche den für 2001 geplanten Börsengang jedoch absagen musste und in der Folge Insolvenz anmeldete. [31] 
Riegel lebt in Zürich.

## Wirken
Riegel gewann 1985 den Deutschen Druckschriften Preis, heute Berliner Type, und war 1993 Mitglied der Jury des Cannes Lions International Advertising Festival.
2010 veröffentlichte Riegel eine Biografie über Jörg Immendorff und 2013 eine Biografie über Joseph Beuys, die Kontroversen auslöste.
Neben seiner Tätigkeit als Autor befasst sich Riegel mit Konzeptkunst, Videokunst und Fotografie. Zudem entwickelt er Stoffe für Film- bzw. TV-Projekte.
Von 2002 bis 2008 führte Hans Peter Riegel unter dem Titel SIS.TM ein Kunst-Projekt durch, das sich kritisch mit der Sozialisierung von Individuen im Internet auseinandersetzte.
Seit 2014 stellt Riegel wieder Konzeptkunst und Fotografie aus.
2016 produzierte er den Dokumentarfilm Mel. Das andere Leben, der im Februar 2017 Kinopremiere hatte, für den er das Drehbuch verfasste, Regie führte und auch Songs schrieb. Im Sommer 2017 folgte der Spielfilm Drifted, bei dem Riegel erneut für Drehbuch, Regie und Musik verantwortlich zeichnet. Drifted ist der erste in der Schweiz produzierte Spielfilm, der ausschliesslich mit Smartphone gefilmt wurde.
Seit 2020 ist Riegel künstlerischer Leiter des internationalen Festivals für digitale Kunst DA Z - Digital Art Zurich, das auch von ihm initiiert wurde.
Für den Schweizer Gebirgsort St. Moritz gestaltete Riegel von Juni bis August 2020 das Ausstellungsprojekt Window of the World, an dem internationale Künstler Digitale Kunst präsentierten. Er selbst zeigte die audiovisuelle Installation All waters are the same, mit der er das Schicksal der Boatpeople im Mittelmeer thematisierte.
Im Oktober 2022 inszenierte er für das Opernhaus Zürich die multimediale Performance Disrupted Scenes.

## Auszeichnungen
(Auswahl)
- 1985 Deutscher Druckschriften Preis in Gold
- 1985 Deutscher Druckschriften Preis, Ehrenpreis des Berliner Senats
- 1990 Goldener Würfel, Art Directors Club Schweiz

## Werke
- Beuys - Ein deutscher Künstler. Essayfilm, Schweiz 2021.
- Beuys. Die Biographie. Band 4, Verborgenes Reden, Riverside Publishing, Zürich 2021, ISBN 978-3-9525386-0-9.
- Beuys. Die Biographie. Band 3, Dokumente, aktualisierte Ausgabe, Riverside Publishing, Zürich 2021, ISBN 978-3-9524961-2-1.
- Beuys. Die Biographie. Band 2, aktualisierte Ausgabe, Riverside Publishing, Zürich 2021, ISBN 978-3-9524824-5-2.
- Beuys. Die Biographie. Band 1, aktualisierte Ausgabe, Riverside Publishing, Zürich 2020, ISBN 978-3-9524824-1-4.
- Über Kunst. Riverside Publishing, Zürich 2018, ISBN 978-3-9524824-4-5.
- Drifted, Spielfilm, Schweiz 2017.
- Mel. Das andere Leben. Dokumentarfilm, Schweiz 2017.
- Beuys. Die Biographie. Aufbau, Berlin 2013, ISBN 978-3-351-02764-3.
- Some. Fotografien, Zürich 2011, ISBN 978-3-033-03325-2.
- 2010. Fotografien, Zürich 2011, ISBN 978-3-033-03324-5.
- Immendorff – Die Biographie. Berlin 2010, ISBN 978-3-351-02723-0.
- Image. Lexikon zur Zeitgenössischen Kunst, Biel 2010, ISBN 978-3-7212-0734-7.
- Flickering Subjects. SIS.TM, Texte, Zürich 2006, ISBN 3-033-01005-9.
- Flickering Subjects I-VIII. SIS.TM, 8 Video-Filme, Zürich, 2002, 2008.
- FF bringts V. Düsseldorf 1995.
- Weltfrage Brandenburger Tor, Dokumentar-Video, Düsseldorf 1983.

Mit Jörg Immendorf:
- FF bringts IV. Hamburg 1986.
- FF bringts III. Düsseldorf 1985.
- FF bringts II. Düsseldorf 1984.
- FF bringts I. München 1983.

## Ausstellungen
(Auswahl)
- Augenzeugen. Gruppenausstellung, Seedamm Kulturcenter,[26] Pfäffikon SZ 2007
- Aggression. Gruppenausstellung, Kunsthalle Winterthur,[27] Winterthur 2007
- Night Pieces. Einzelausstellung, Galerie Bildhalle,[28] Zürich 2016
- People and Things. Einzelausstellung, Galerie pavlov's dog,[29] Berlin 2016
- The Bunny. 2 Archival Pigment Prints, Einzelausstellung,[30] 1Blick. Kunst im Vorhaus, Hallein 2017
- All Waters are the same. Installation, , St. Moritz 2020